# Râul Porcu, Vaslui
Râul Porcu este un curs de apă, afluent al râului Vaslui. 